# عبد الفتاح بن مصطفى العطار
أبو الحسن عبد الفتّاح بن مصطفى بن محمد المحمودي اللاذقي (1840 - 1903 م) (1256 - 1321 هـ) عالم مسلم ولغوي وشاعر سوري من أهل القرن التاسع عشر الميلادي/ الثالث عشر الهجري. ولد في اللاذقية ونشأ بها. عاش في مصر وتوفي في موطنه اللاذقية وترك مكتبة حافلة وضع لها فهرس بعد وفاته. كانت له زاوية قرب جامع صوفان (اللاذقية) في الشارع المعروف اليوم بسوق الزجاج في اللاذقية، أختفت بعد عمليات التوسعة والتحديث العمراني في مدينة اللاذقية.

## حياته
عاش في مصر وتوفي في موطنه اللاذقية وترك مكتبة حافلة وضع لها فهرسًا بعد وفاته. كانت له زاوية قرب جامع صوفان (اللاذقية) في الشارع المعروف اليوم بسوق الزجاج في اللاذقية، أختفت بعد عمليات التوسعة والتحديث العمراني في مدينة اللاذقية.

## شعره
ذكره عبد العزيز البابطين في معجمه وقال عنه «شعره يميل إلى الأبحر البسيطة والمجزوء منها بخاصة، يتنوع موضوعيًا بين الغزل والرثاء والمدح والتأريخ الذي كانت له زهوة في عصره. في شعره تكرار لتأثره بالنزعة التعليمية والنظم، تهيمن عليه النبرة الخطابية وتمثل روح الحكمة، وله شعر تغلب عليه روح الفكاهة والمرح، أما شعره التعليمي فيعمد فيه إلى نظم علوم العربية من نحو وصرف وأصول الفقه وقواعد الشرع في نسق خليلي على وزن وقافية، ليسهل على المتعلمين حفظها، وهو مسلك كثر في عصره بديلاً عن الكتب التراثية. نظم عددًا من «القدود»، وهو نسق استحدث من أجل الغناء أقرب إلى الموشحات.» 

## مؤلفاته
له مؤلفات طبع منها:
- ديوانه: «سفير الفؤاد» جمعه سنة 1297هـ موجود لدى مكتبة الإسكندرية
- «تحفة الدارس» في الصرف
- «خريدة العوامل الجديدة»: أرجوزة في النحو.

### المخطوطات
- «أرجوزة الصيام»
- «كشف اللثام عن ارجوزة الصيام»: موجودة لدى مكتبة الإسكندرية
- كتاب في «علم الجبر»
- كتاب في «علم الاوفاق»
- مخطوطة «سلسلة الطرايق في أصول التصوف»
- «لمع التجليات»

## الإنتاج الشعري
له ديوان «سفير الفؤاد» - مطبعة جمعية الفنون - بيروت 1297هـ/ 1879م، وله أرجوزة شعرية لتعليم أصول النحو، عنوانها «خريدة العوامل الجديدة»، بيروت 1301هـ/ 1883م، ومنظومة شعرية لتعليم أصول الصرف، بعنوان «تحفة الدارس لأبناء المدارس» - بيروت 1301هـ - 1883م، وله أرجوزة عنوانها «الفوائد المفيدة على خريدة العوامل الجديدة» نظمت 1883، وله مخطوطة لمجموعة شعرية عنوانها «المجموع السامي» نظمت 115هـ/ 1897م، وأخرى عنوانها «تخميس لقصيدة أمين الجندي» نظمت 1865، وأخرى عنوانها «كشف اللثام عن أرجوزة الصيام» فقه - نظمت 1878، ومخطوطة عنوانها: «مورد الهدَى على منظومة الأدا، في علم الأداء والتجويد القرآني» مجلد صغير - نظمت 1891.

### أعمال أخرى
إضافة إلى مقدمات مصنفاته النثرية المسجعة له كتابات، منها: «نخبة الأخبار في مناقب علَم الديار» - «تاريخ الشيخ محمد المغربي» - مطبعة الترقي - اللاذقية 1924، وله رسالة في «حل الأوقاف العددية».
شعره يميل إلى الأبحر البسيطة والمجزوء منها بخاصة، يتنوع موضوعيًا بين الغزل والرثاء والمدح والتأريخ الذي كانت له زهوة في عصره. في شعره تكرار لتأثره بالنزعة التعليمية والنظم، تهيمن عليه النبرة الخطابية وتمثل روح الحكمة، وله شعر تغلب عليه روح الفكاهة والمرح، أما شعره التعليمي فيعمد فيه إلى نظم علوم العربية من نحو وصرف وأصول الفقه وقواعد الشرع في نسق خليلي على وزن وقافية، ليسهل على المتعلمين حفظها، وهو مسلك كثر في عصره بديلاً عن الكتب التراثية. نظم عددًا من «القدود»، وهو نسق استحدث من أجل الغناء أقرب إلى الموشحات.

### الدوريات
1. نبيهة حداد: الحياة الأدبية في الساحل السوري - مجلة العمران (ع 25 و26) - وزارة الشؤون البلدية والقروية - سورية 1967.
2. نهلة إسماعيل: رحلة في تاريخ اللاذقية، أهم معالمها - صحيفة الثورة - دمشق 24/9/1992.